# 星期三
星期三，又稱禮拜三或週三。
是指一週中星期二之后、星期四之前的那一天。
星期三是一週的第四天，星期三的拉丁语名字是，即水星日或墨邱利日；法语是，西班牙语是，他加禄语是，均来源于拉丁语；英语是，来源于日尔曼主神Woden，即大神奥丁（Odin）。
俄语是，意思是“中間那一天”（舊曆以星期日為第一天）。
在古代中國、台灣日治時期和現在的日本、韓國、朝鮮，一星期以「七曜」來分別命名，星期三叫水曜日。在中国民间口語稱禮拜三，在閩南話也簡稱拜三。
在一些地方，星期三又稱為「小週末」，部份學校在星期三僅上午上課。
在泰国，星期三（วันพุธ）的代表色是绿色。
Wednesday(Wed.)—Day of the Mercury(水星日)。这一天是以北欧神话中掌管文化、艺术、战争、死亡的神Woden的名字命名的。Woden是战神Tyr的父亲；他勇敢地将在宇宙间制造混乱的“混沌”（Chaos）杀死，并将阵亡将士的英灵请到天界，使他们享受天伦之乐。为怀念他，人们用他的名字命名了Wednesday这一天。